# Din Don - La magia del cinema
Din Don - La magia del cinema è un film TV di genere commedia del 2024, diretto da Raffaele Mertes ed interpretato da Enzo Salvi ed è il seguito di Din Don - Bianco Natale.
È stato trasmesso in prima visione il 26 luglio 2024 su Italia 1.

## Trama
Tutto il paese di Pellizzano è in subbuglio, poiché il famoso attore Rocco Siffredi girerà un film horror proprio lì e ognuno cerca un po' di visibilità.

## Ascolti
| Prima TV       | Telespettatori: | Share |
| -------------- | --------------- | ----- |
| 26 luglio 2024 | 510.000         | 3.6%  |

## Sequel
Il 2 agosto 2024 è andato in onda su Italia 1 il sequel dal titolo Din Don - Quando meno te lo aspetti.